# Budimír
Budimír es un municipio del distrito de Košice-okolie en la región de Košice, Eslovaquia, con una población estimada a final del año 2024 de 1397 habitantes.
Se encuentra ubicado en el centro de la región, en la cuenca hidrográfica del río Sajó (afluente derecho del Tisza) y cerca de la frontera con la región de Prešov y con Hungría.

## Demografía
| Año        | 1994 | 2004    | 2014     | 2024     |
| ---------- | ---- | ------- | -------- | -------- |
| Población  | 862  | 872     | 1115     | 1397     |
| Diferencia |      | +1,16 % | +27,86 % | +25,29 % |

| Año        | 2023 | 2024    |
| ---------- | ---- | ------- |
| Población  | 1369 | 1397    |
| Diferencia |      | +2,04 % |